# Stone (película de 2010)
Stone (en Hispanoamérica La revelación, en México Karma) es una película estadounidense dirigida por John Curran. Se estrenó en 2010 y está protagonizada por Robert De Niro, Edward Norton y Milla Jovovich. 

## Argumento
A pocos días de jubilarse de su puesto de oficial de libertad condicional, Jack Mabry (De Niro) recibe el encargo de revisar el caso de Gerald Stone Creeson (Norton), encarcelado por encubrir el asesinato de sus abuelos con un incendio. 
Ahora que cabe la posibilidad de recibir un indulto anticipado, Stone necesita convencer a Jack de que está rehabilitado. Sin embargo, sus intentos por influir en la decisión final del veterano agente —intentos en los que participa Lucetta (Jovovich), la atractiva esposa del preso— provocan unos efectos intensos e inesperados para ambos. 
La joven madre Madylyn Mabry acuesta a su hija mientras su marido Jack ve el golf en la televisión. Cuando la niña se duerme, ella baja las escaleras y anuncia que le va a dejar. Él sube corriendo al dormitorio y saca a su hija por la ventana, amenazando con dejarla caer si Madylyn se va.  
Años más tarde, Jack y Madylyn Mabry vuelven a casa desde la iglesia para pasar una tarde tranquila. Él mira la televisión y bebe en una postura idéntica. A última hora de la noche una llamada les despierta. Jack coge el teléfono y escucha la voz de una mujer. Jack se presenta a trabajar en una prisión, donde es funcionario de libertad condicional. Le llaman al despacho del director. Se habla de su próxima jubilación. Jack le pide que se quede con todos sus reclusos hasta que él se vaya, para verlos hasta la revisión.  
Jack tiene un nuevo caso en su oficina, llamado Gerald Creeson. El recluso insiste en que le gusta que le llamen Stone. Stone le pregunta a Jack si puede ayudarle a salir antes. Intentan hablar de las esposas de cada uno. Jack explica que no quiere hablar de su mujer y que están allí para hablar de su caso. Más tarde, Stone llama por teléfono a su mujer, Lucetta, desde la cárcel.  
Stone y Jack mantienen varias reuniones más. Stone le dice que merece ser libre. Esa noche Lucetta deja un mensaje en el contestador automático de Jack y Madylyn. Al día siguiente se presenta en la prisión para reunirse con Jack. Lucetta vuelve a llamar a Jack y quedan para comer. Terminan en la casa de Lucetta. Después de unas copas, él se acuesta con Lucetta. En la prisión, dos guardias llegan para acompañar a Stone a la enfermería. Mientras espera a que le atiendan, es testigo de cómo asesinan brutalmente a otro preso.  
Jack no tarda en ir a ver a Lucetta varias veces más para tener sexo. Jack le dice que nadie puede saber de su relación. Un día, le dice a Stone que ha enviado el informe que recomienda la libertad anticipada. A la mañana siguiente, Jack pide al alcaide el informe de Stone. El alcaide le informa que la audiencia de libertad condicional de Stone es dentro de una hora y que no se pueden hacer cambios. Jack no se queda a la audiencia.  
Se le informa a Stone que será liberado. Stone le dice a Jack que sabe de la relación entre él y Lucetta. Esa noche, Jack se va a casa con paranoia y se despierta con un incendio en su casa. Más tarde, Madylyn, su hija y su nieta miran los álbumes de fotos. Jack está ahora retirado tratando de determinar su futuro.

## Reparto
- Jack (Robert De Niro)
- Stone (Edward Norton)
- Lucetta (Milla Jovovich)
- Madylyn (Frances Conroy)
- Jack (joven) (Enver Gjokaj)
- Sra. Dickerson (Sandra Love Aldridge)
- Candace (Rachel Loiselle)
- Warden (Peter Lewis)
- Janice (Sarab Kamoo)
- Madylyn (joven) (Pepper Binkley)
- Frank (Wayne David Parker)